# القدر المتجلي

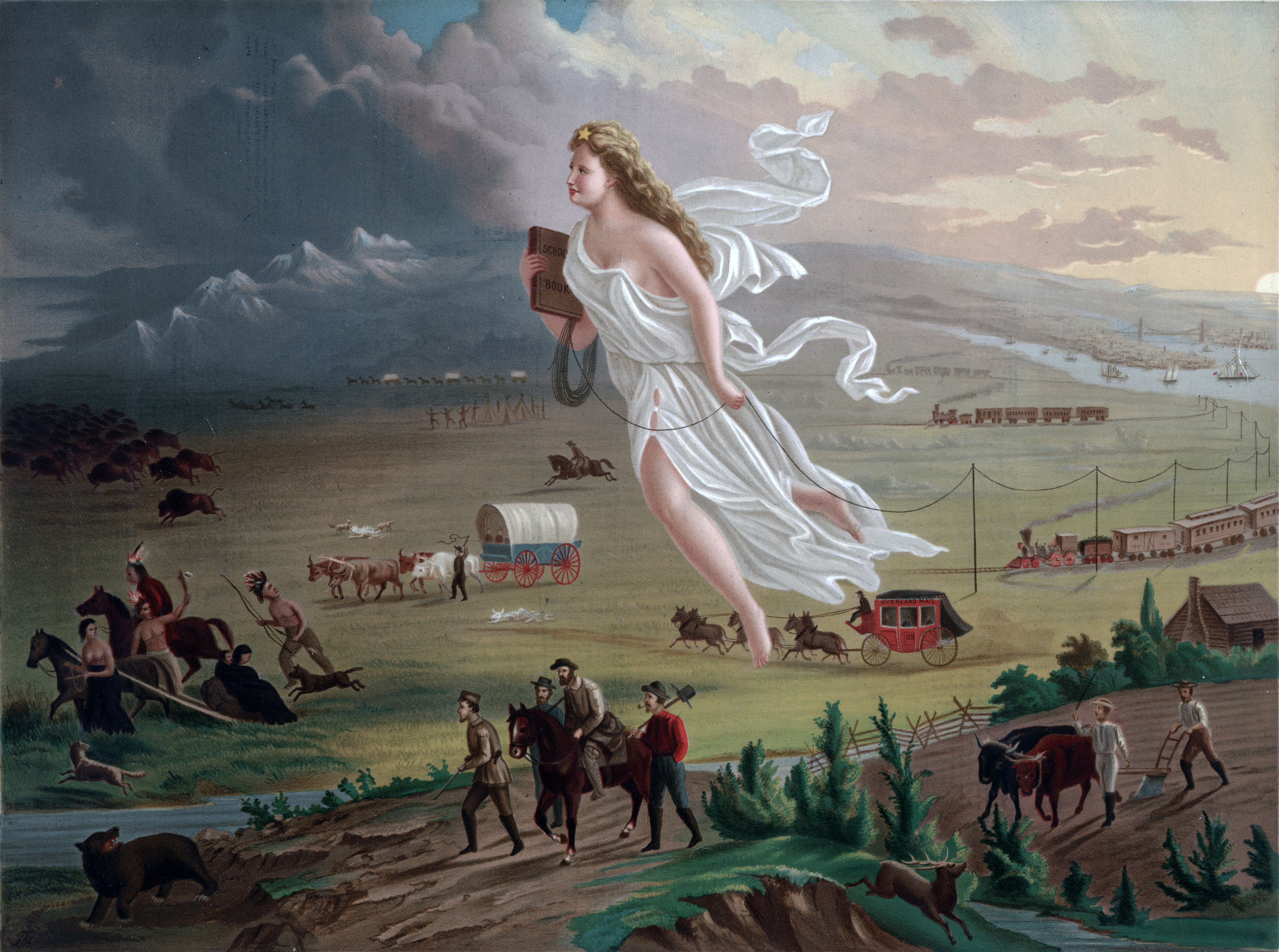
هذه اللوحة (حوالي 1871) رسمها جون غاست، يطلق عليها التقدم الأمريكي، تمثل الاستعارة. في المشهد، امرأة ملائكية (التي تم تحديدها في بعض الأحيان ككولومبيا، وهو تجسيد للقرن التاسع عشر في الولايات المتحدة الأمريكية) تحمل ضوء الحضارة غربا مع المستوطنين، وتميل خطوط التلغراف وخطوط السكك الحديدية أثناء السفر. الهنود الحمر والحيوانات البرية تهرب في الظلام إلى الغرب "الغير متحضر".

القدر المتجلي أو القدر الساطع أو المصير الواضح (بالإنجليزية: Manifest destiny)‏ هو إيمان ثقافي بأن على المستوطنين الأمريكيين التوسع عبر أمريكا الشمالية وانتشر انتشارًا واسعًا في الولايات المتحدة في القرن التاسع عشر. هناك ثلاثة مواضيع أساسية للقدر المتجلي:
1. الفضائل الخاصة بالشعب الأمريكي ومؤسساته.
2. مهمة الولايات المتحدة هي تخليص وإعادة تشكيل الغرب على صورة الشرق الزراعي.
3. قدر مصيري لإنجاز هذا الواجب الجوهري.[1]

يقول المؤرخ فريدريك ميرك إن هذا المفهوم ولد من «الشعور بواجب استعادة العالم القديم من خلال القدوة المتعالية والناتجة عن إمكانات الأرض الجديدة لبناء سماء جديدة». يُنسب إلى محرر الصحف جون أوسوليفان بشكل عام صياغة مصطلح القدر المتجلي في عام 1845 لوصف جوهر هذه العقلية، اعتقد مؤرخون آخرون أن الافتتاحية غير الموقعة بعنوان «الضم» والتي ظهر فيها المصطلح لأول مرة كتبتها الصحفية والمدافعة عن الضم جين كازنو.

أكد المؤرخون أن «القدر المتجلي» كان مفهومًا متنازعًا عليه -أيد الديمقراطيون الفكرة لكن العديد من الأمريكيين البارزين (مثل أبراهام لينكون، ويوليسيس إس. جرانت، ومعظم اليمنيين) رفضوها. كتب المؤرخ دانيال ووكر هاو، «لم تمثل الإمبريالية الأمريكية إجماعًا أمريكيًا؛ لقد أثارت انشقاقًا مريرًا داخل النظام السياسي الوطني... رأى اليمينيون أن مهمة أمريكا الأخلاقية هي مثال ديمقراطي وليست نموذجًا للغزو». وبالمثل خلص ميرك إلى ما يلي:
«منذ البداية، كان القدر المتجلي -واسع النطاق في إحساسه بالقارية- طفيفًا في الدعم. فقد افتقر إلى القومية أو الجزئية أو الحزبية التي تتناسب مع حجمه. والسبب أنه لا يعكس الروح الوطنية. إن الأطروحة القائلة بأنه جسد القومية، الموجودة في الكثير من الكتابات التاريخية، مدعومة بأدلة حقيقية قليلة.»
استخدم الديمقراطيون المصطلح في أربعينيات القرن التاسع عشر لتبرير الحرب المكسيكية الأمريكية، كما استخدِم للتفاوض حول نزاع حدود أوريغون. قال ميرك إن القدر المتجلي تخبط دائمًا بسبب محدوديته الداخلية وقضية العبودية في الولايات المتحدة، ولم يصبح أبدًا أولوية وطنية. بحلول عام 1843 غيّر الرئيس الأمريكي السابق جون كوينسي آدامز، الذي كان في الأصل مؤيدًا رئيسيًا للمفهوم الضمني للقدر المتجلي، رأيه ونبذ التوسع لأنه يعني توسع العبودية في تكساس. في التأريخ المعاصر، أدان بعض المؤرخين القدر الواضح كإيديولوجيا تستخدم لتبرير السلب والإبادة الجماعية ضد الأمريكيين الأصليين.

## أصل العبارة
ومن الممكن أن يرجع أصل المفهوم إلى بداية العصر الذي كان يسكن فيه أوائل المستوطنين والمزارعين الذين وصلوا من إنجلترا واسكتلندا الأرض التي أصبحت لاحقًا الولايات المتحدة. في الأغلب أعلنت بالطوائف المتزمتة والبروتستانتية.
وفي عام 1630 كتب وزير بروتستانتي يدعى جون كوتون: 

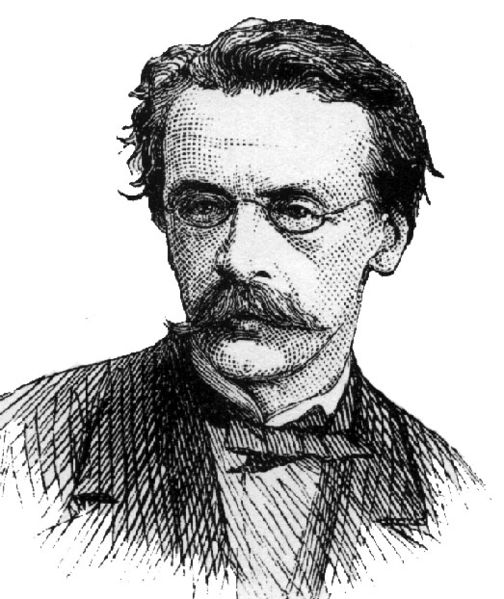
جون ل. أوسوليفان، رسمها في عام 1874، وكان يونغ كاتب عمود مؤثر. لكن إلى اليوم يذكر عموما لاستخدامه عبارة "قدرنا" للدفاع عن ضم تكساس وولاية أوريغون

وبالإشارة إلى أصول الصراع الاستحواذ الإقليمي، كما تبينه خريطة كانتينو الخاصة بنصف الكرة الأرضية فإنه يمكن تمديدها على أصول الاتجاه الذي يحدده البيان، التي ظهرت لأول مرة في مقالة (انيكسيون) للصحفي جون ل. أوسوليفان، التي تم نشرها في مجلة المراجعة الديموقراطية في نيويورك، في عدد يوليو- أغسطس في 1845.الذي ذكر فيها:
التفسير الثاني لعبارة أوسوليفان، وقال في عمود ظهر في الجريدة الصباحية في نيويورك، 27 ديسمبر 1845، حيث أشار أوسوليفان إلى النزاع مع بريطانيا لولاية أوريغون حيث يستند هذا الطلب على حق قدرنا المتجلي لامتلاك القارة بأكملها التي اعطتها لنا العناية الالهية لتطوير مهمتنا الكبيرة في الحرية والحكم الذاتي.
ويستند هذا الطلب على قدرنا المتجلي لامتلاك القارة بأكملها التي اعطتها لنا العناية الإلهية لتطوير مهمتنا الكبيرة من الحرية والحكم الذاتي.

## الاستخدمات فيما بعد
وقد أوضح المؤرخ ويليام أي ويكس وجود ثلاثة موضوعات مستخدمة من قبل المدافعين عن القدر المتجلي:
1.قيمة المؤسسات والمواطنين في الولايات المتحدة.
2. مهمة توسيع هذه المؤسسات، إعادة تشكيل العالم على صورة الولايات المتحدة.
3.قرار الإله في تفويض الولايات المتحدة الأمريكية في تحقيق هذه المهمة.
قد وصف الرئيس ابراهام لينكولن في الولايات المتحدة بأنه «الأمل الأفضل والأخير على وجه الأرض» هو تعبير معروف لهذه الفكرة. وكان لينكولن البروتستانتي، خبير في تعاليم الكتاب المقدس، وكانت خطاباتهم تقريبًا مثل المزامير، ذات طابع مقنع جدًا لأعضاء كونجرس الجمهورية الحديثة الموحدة.
من خلال هذا الافتراض الولايات المتحدة، ضمت ولاية تكساس (1845)، غزت المكسيك (1846)، وكاليفورنيا (1848)، حيث من الممكن ان يحدث حرب بين الولايات المتحدة والمكسيك، ونتيجة لذلك، الولايات المتحدة استولت على كولورادو وأريزونا ونيو مكسيكو، نيفادا، ويوتا، وأجزاء من وايومنغ وكنساس وأوكلاهوما، في المجمل 2 مليون 100 الف كيلو متر ربع – تمثل 55% من الأراضي المكسيكية - حيث أطلق عليها «التنازل المكسيكي» في المقابل، وافقت الولايات المتحدة على دفع 15 مليون دولار.
تم إحياء هذا المصطلح في نهاية (1890) ويستخدم بشكل رئيسي من قبل الجمهوريون لتبرير نظري لتوسيع الولايات المتحدة خارج أمريكا الشمالية. كما كان يستخدم من قبل القائمين على السياسة الخارجية للولايات المتحدة في أوائل القرن العشرين، ويعتقد بعض المعلقين أن بعض جوانب العقيدة والقدر، ولا سيما الاعتقاد في «المهمة» الأمريكية لتعزيز الديمقراطية والدفاع عنها في جميع أنحاء العالم، لا يزال لها تأثير على الفكر السياسي الأمريكي.
واحدة من أوضح الأمثلة على تأثير مفهوم القدر المتجلي يمكن النظر إليه في البيان الصادر عن الرئيس ثيودور روزفلت في رسالته السنوية من 1904.
إذا أظهرت الأمة التي تعرف كيف تتصرف بفعالية عقلانية وبالإحساس بالخصوصية في المسائل الاجتماعية والسياسية، إذا كان الحفاظ على النظام واحترام التزاماته فلا داعي للخوف من تدخل الولايات المتحدة. الظلم المزمن أو الأهمية الناتجة عن الاسترخاء العام من قوانين المجتمع المتحضر قد يتطلب ذلك من أمريكا أو خارجها تدخل أمة متحضرة، وفي نصف الكرة الغربي، التزام الولايات المتحدة بمبدأ مونرو (استنادا إلى عبارة أمريكا بالنسبة للأمريكيين) وقد تجبر الولايات المتحدة، حتى ضد رغباتهم، في حالات صارخة من الظلم أو العجز الجنسي، لممارسة سلطة الشرطة الدولية.
واصل الرئيس وودرو ويلسون سياسة التدخل الأمريكي في الولايات المتحدة وحاول إعادة تعريف قدرنا مع منظور عالمي، وادي ويلسون بالولايات المتحدة الأمريكية للحرب العالمية الأولى على أساس أن «العالم يجب أن يكون آمنا للديمقراطية.» في عام 1920 في رسالته إلى الكونغرس، بعد الحرب، وقال ويلسون:
 ومن المؤكد أن الهدف الواضح من الولايات المتحدة، بذل مزيد من الجهد لتسود هذه الروح.
نص ويلسون القدر المتجلي رفض فيه التوسع ودعم مبدأ تقرير المصير، مؤكدا أن الولايات المتحدة كانت مهمتها أن تكون زعيمة العالم. وكانت هذه رؤية للولايات المتحدة الأمريكية لنفسها لكونها زعيم للعالم الحر هي أن تنمو بقوة في القرن العشرين.
ومع ذلك، في حرب فيتنام، هذه الفكرة لكون الأمريكيين مختلفين إلى الآخر، وويتبعوا المثل العليا مثل الجشع أو التوسع الديموغرافي، تضرروا بشدة من دعم الحكومات الديكتاتورية، مع الجنرالات الذين أعلنوا عن إعجابهم بهتلر،
أو تنفيذ تفجيرات ضخمة أو ارتكاب المذابح ضد السكان العاجزين. المنشورات الأخرى مثل حركة عدم الانحياز، وقائع حرب فيتنام تصل لاقصى مداها تاكيدا ان الحرب في جنوب شرق آسيا كانت نهاية هذه الفكرة.

## القبول والرفض من القدر المتجلي
لم يكن القدر المتجلي الأطروحة التي يحتضنها المجتمع الأمريكي بأسره. الخلافات داخل البلاد حول الهدف والآثار المترتبة على سياسة التوسع التي تحدد قبولها أو مقاومتها.
الولايات الشمالية الشرقية تعتقد بشكل كبير أن الولايات المتحدة تحقق مفهومها لل«الحضارة» في جميع أنحاء القارة من خلال التوسع الإقليمي. وبالإضافة إلى ذلك، من أجل المصالح التجارية في الولايات المتحدة، عرضت توسعات كبيرة وأرباح وصلت للأسواق الخارجية، وبالتالي تسمح بالمنافسة بشكل أفضل مع البريطانيين. امتلاك موانئ المحيط الهادئ لتسهيل التجارة مع آسيا.
الولايات الجنوبية سعت لزيادة العبودية. ان دول الرقيق الجديدة تعزز قوة الجنوب في واشنطن وستعمل أيضا على زيادة السكان عن العبيد. وأبرز هذا الصراع بين الشمال والجنوب قضية دخول تكساس في الاتحاد وكان واحدا من الأسباب الرئيسية ادت إلى حرب الانفصال.
كان هناك أيضا جماعات سياسية خطيرة الذين رأوا أن التمديد الإقليمي غير معقول. إنهم يعتقدون أن نظامهم السياسي وتشكيل أمة سيكون من الصعب تطبيقها في مثل هذه الأراضي الشاسعة. وقد دافع عن هذا الموقف بعض القادة من كلا اليمينيين وبعض الجمهوريين الديمقراطيين التوسعيين، الذين جادلوا حول مدى الأراضي التي سوف يتم الحصول عليها.
وثمة نقطة أخرى للمناقشة كانت استخدام القوة. فإن بعض القادة السياسيين (التي جسدها جيمس بولك) لا تتردد في محاولة ضم الأراضي الممكنة حتى في خطر اندلاع حروب (كما حدث) مع الدول الأخرى. البعض الآخر يعارض (وإن كان على استحياء) استخدام القوة، على أساس أن فوائد النظام ستكون كافية في حد ذاتها للأراضي التي ينضمون إليها طوعا ويمكن القول أن أنصار القدر المتجلي كونوا مجموعة غير متجانسة مع مصالح مختلفة.

## الموضوعات والتأثيرات

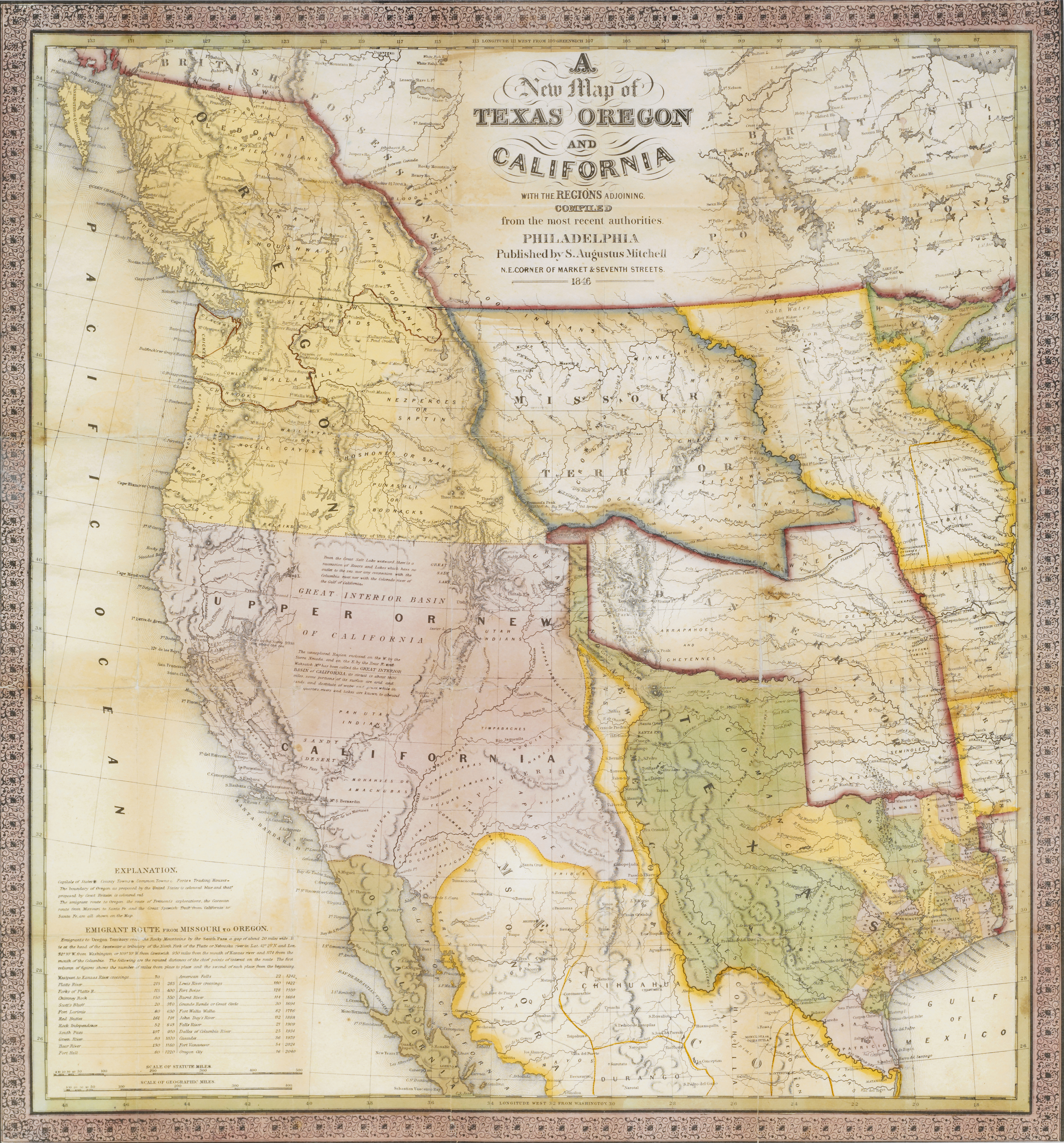
خريطة جديدة لتكساس، أوريغون، وكاليفورنيا صموئيل أغسطس ميتشيل 1846

أشار المؤرخ ويليام إي. ويكس إلى ثلاثة مواضيع رئيسية يتطرق إليها عادةً دعاة القدر المتجلي:
- فضائل الشعب الأمريكي ومؤسساته.
- مهمة نشر هذه المؤسسات، وبالتالي تخليص العالم وإعادة تشكيله على صورة الولايات المتحدة.
- قدر أمريكا أن يختارها الله للقيام بهذا العمل.[16]

يرجع أصل الموضوع الأول، الذي عُرف فيما بعد باسم الخصوصية الأمريكية، إلى التراث الأمريكي التطهيري، وخاصة خطبة جون وينثروب الشهيرة «المدينة على الجبل» عام 1630، والتي دعا فيها إلى إنشاء مجتمع فاضل يكون قدوة مشرقة للعالم القديم. في كتيب مؤثر عام 1776 بعنوان الفطرة السليمة، كرر توماس بين هذه الفكرة، بحجة أن الثورة الأمريكية وفرت فرصة لخلق مجتمع جديد أفضل:
لدينا ما في وسعنا لبدء العالم من جديد. حالة شبيهة بالحاضر لم تحدث منذ أيام نوح حتى الآن. اقترب عيد ميلاد العالم الجديد...
اتفق العديد من الأمريكيين مع بين، وأصبحوا يؤمنون أن فضيلة الولايات المتحدة كانت نتيجة لتجربتها الخاصة في الحرية والديمقراطية. كتب توماس جفرسون، في رسالة إلى جيمس مونرو، «من المستحيل ألا نتطلع إلى أوقات بعيدة عندما تتمدد أعدادنا لتصل إلى ما وراء تلك الحدود، وتغطي الشمال بأكمله، إن لم يكن القارة الجنوبية». وقد جسد إعلان الاستقلال للأميركيين في العقود التي أعقبت حريتهم المعلنة للبشرية، ما يمكن وصفه بأنه تدشين «مقياس زمني جديد» لأن العالم سينظر إلى الوراء ويحدد التاريخ كأحداث وقعت قبل وبعد إعلان الاستقلال. تبع ذلك أن الأمريكيين مدينون للعالم بواجب توسيع هذه المعتقدات والحفاظ عليها.
منشأ الموضوع الثاني أقل دقة. وقد فصل وصف الرئيس أبراهام لينكون تعبيرًا شائعًا عن مهمة أمريكا في رسالته إلى الكونغرس في 1 ديسمبر 1862. ووصف الولايات المتحدة بأنها «آخر وأفضل أمل للأرض». وضح خطاب لينكون في جيتيسبيرغ «مهمة» الولايات المتحدة بمزيد من التفصيل، والذي فسر فيه الحرب الأهلية الأمريكية على أنها صراع لتحديد ما إذا كان بإمكان أي دولة ذات مُثُل ديمقراطية البقاء على قيد الحياة، وقد أطلق عليه المؤرخ روبرت جوهانسن «الخطاب الأكثر ديمومة لقدر أمريكا المتجلي ومهمتها».  
يمكن النظر إلى الموضوع الثالث على أنه نتيجة طبيعية للاعتقاد بأن لله تأثير مباشر في أساس الولايات المتحدة وأفعالها الأخرى. وصف الباحث كلينتون روسيتر هذا الرأي بأنه يلخص «أن الله، في المرحلة المناسبة من مسيرة التاريخ، دعا بعض الأرواح القوية من الأمم القديمة والمليئة بالامتيازات... وأنه في منحه نعمته، منحهم أيضًا مسؤولية خاصة». افترض الأمريكيون أنهم لم ينتخبوا إلهيًا فقط للحفاظ على قارة أمريكا الشمالية، ولكن أيضًا «لنشر المبادئ الأساسية المنصوص عليها في وثيقة الحقوق إلى الخارج». في كثير من الحالات، كان هذا يعني أن الحصص الاستعمارية المجاورة والبلدان نُظر إليها على أنها عقبات وليست القدر الذي قدمه الله للولايات المتحدة.

تحليل فرغر للاستقطاب السياسي بين الحزب الديمقراطي والحزب اليميني هو:
كان معظم الديمقراطيين مؤيدين مخلصين للتوسع، في حين عارضه العديد من اليمينيين (خاصة في الشمال). رحب حزب اليمين بمعظم التغييرات التي أحدثها التحول الصناعي، لكنه دعا إلى سياسات حكومية قوية من شأنها توجيه النمو والتنمية داخل الحدود الحالية للبلاد، لقد كانوا يخشون (بشكل صحيح) أن يثير التوسع قضية خلافية، وهي توسع نطاق الرق ليشمل الأقاليم. من ناحية أخرى، خشي العديد من الديمقراطيين التحول الصناعي الذي رحب به اليمينيون... بالنسبة للعديد من الديمقراطيين، كان الرد على العلل الاجتماعية للأمة هو الاستمرار في اتباع رؤية توماس جفرسون لتأسيس الزراعة في المناطق الجديدة لموازنة التحول الصناعي.
وثمة تأثير محتمل آخر يتمثل في الهيمنة العرقية، أي أن العرق الأنجلوسكسوني الأمريكي كان «منفصلًا ومتفوقًا بطبيعته» و«مقدر له أن يجلب الحكم الرشيد، والازدهار التجاري، والمسيحية إلى القارات الأمريكية والعالم». ورأى هذا الرأي أيضا أن «الأجناس الدنيا محكوم عليها بالتبعية أو الانقراض». واستخدم ذلك لتبرير «استعباد السود وطرد الهنود وإمكانية إبادتهم».

## تفسيرات بديلة
مع صفقة لويزيانا في عام 1803، والتي ضاعفت حجم الولايات المتحدة، مهد توماس جفرسون الطريق للتوسع القاري للولايات المتحدة. بدأ الكثيرون في رؤية هذا على أنه بداية مهمة جديدة للعناية الإلهية: إذا نجحت الولايات المتحدة «كمدينة على الجبل»، فإن الناس في البلدان الأخرى سيسعون إلى إنشاء جمهورياتهم الديمقراطية.
لم يعتقد جميع الأمريكيين أو قادتهم السياسيين أن الولايات المتحدة كانت دولة الله المختارة، أو أنه يجب عليها أن تتوسع. مثلًا: عارض العديد من اليمينيين التوسع الإقليمي على أساس الادعاء الديمقراطي بأن على الولايات المتحدة أن تكون مثالًا صالحًا لبقية العالم، وأيضًا أن تلتزم إلهيًا بنشر نظامها السياسي الفائق وطريقة عيشها في جميع أنحاء قارة أمريكا الشمالية. كثيرون في الحزب اليميني «كانوا يخشون الانتشار على نطاق واسع»، و«التزموا بتركيز السلطة الوطنية في منطقة محدودة». في يوليو 1848 شجب ألكسندر ستيفينز تفسير الرئيس بوك التوسعي لمستقبل أمريكا ووصفه بأنه «كاذب».